# Maria Patrona Bavariä (Ried)

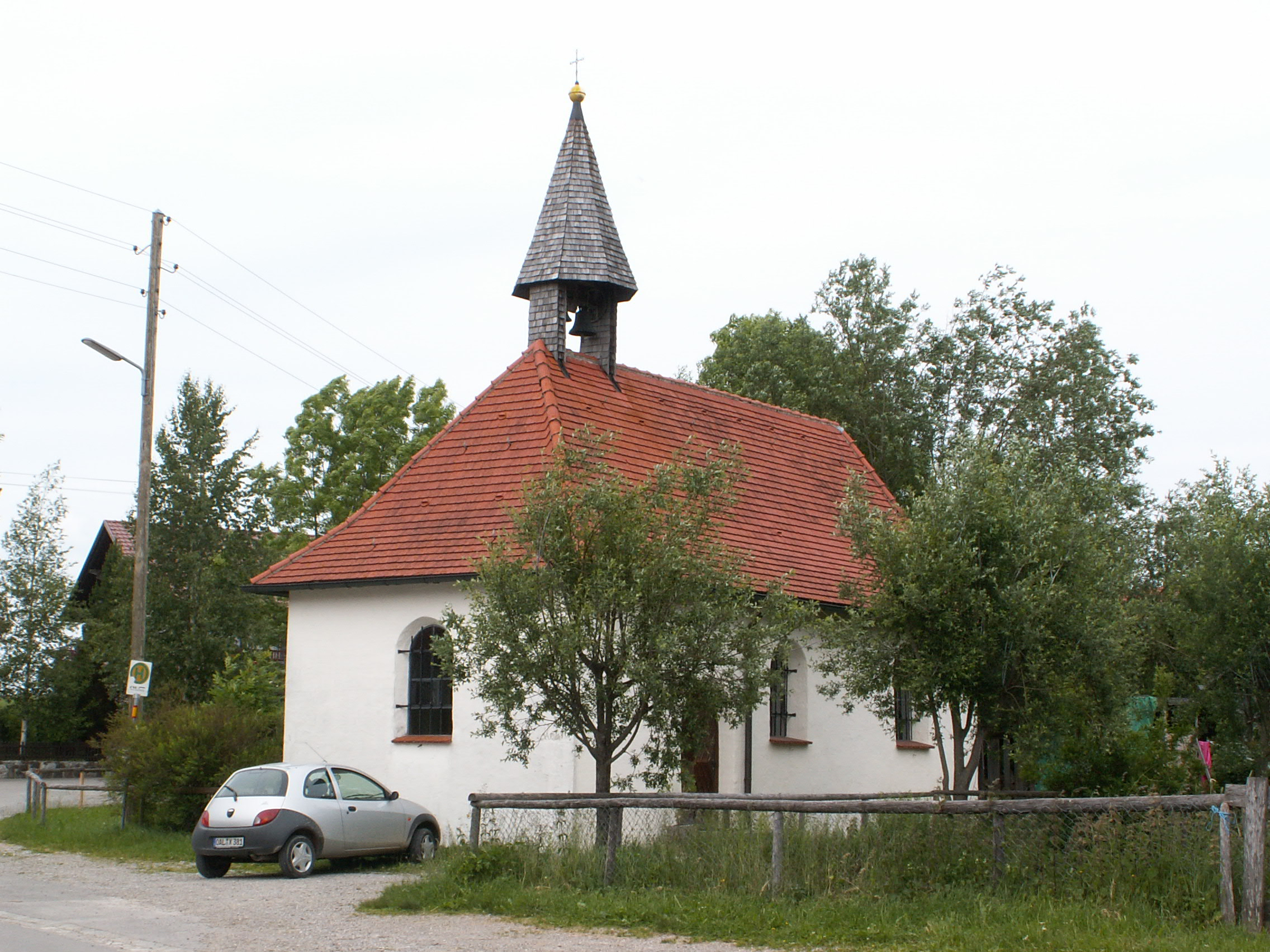
Kapelle Maria Patrona Bavariä in Ried

Die Kapelle Maria Patrona Bavariä in Ried, einem Ortsteil der Marktgemeinde Unterthingau im Landkreis Ostallgäu in Bayern, ist eine im Jahr 1690 erbaute Kapelle, die der Muttergottes sowie den Heiligen Franz von Assisi und Antonius von Padua geweiht ist.
Die Kapelle erhielt 1762 eine Messerlaubnis. Der Bau besteht aus einem zweiachsigen Langhaus und einem dreiseitigen Chor. Er wird von einem hölzernen Dachreiter bekrönt.
Im Inneren gibt es einen Altar aus der Zeit um 1900 mit aus dem 18. Jahrhundert stammenden Figuren der drei Kirchenpatrone. Das Deckengemälde im Chor nimmt Bezug auf die beiden Gnadenbilder der Gnadenkapelle von St. Stephan in der Oberthingauer Kirche St. Stephan. Das Fresko an der Decke des Langhauses zeigt die Heilige Familie und stammt aus dem Jahr 1937.